# Montgilbert
Montgilbert település Franciaországban, Savoie megyében. Lakosainak száma 115 fő (2022. január 1.). Montgilbert Bourgneuf, Chamoux-sur-Gelon, Montendry, Saint-Georges-d'Hurtières és Val-d’Arc községekkel határos.

## Népesség
A település népességének változása:
| Lakosok száma | 122  | 121  | 124  | 123  | 121  | 119  | 117  | 116  | 115  |
|               | 2013 | 2015 | 2016 | 2017 | 2018 | 2019 | 2020 | 2021 | 2022 |